# Lepidocolaptes
Lepidocolaptes es un género de aves paseriformes perteneciente a la subfamilia Dendrocolaptinae de la familia Furnariidae. Agrupa a especies nativas de la América tropical (Neotrópico), donde se distribuyen desde el norte de México, por América Central y del Sur hasta Uruguay y el centro de Argentina. Son conocidos popularmente como trepatroncos, y también arañeros o chincheros, entre otros.

## Etimología
El nombre genérico masculino «Lepidocolaptes» se compone de las palabras del griego «λεπις lepis, λεπιδος lepidos»: escama, floco, y «κολαπτης kolaptēs»: picador; significando «picador con escamas».

## Características
Las aves de este género forman un grupo uniforme de trepatroncos delgados, bastante pequeños, midiendo entre 18,5 y 21 cm de longitud, con picos distintivos pálidos, esbeltos y curvados. Muchos no son estriados por arriba. Se distribuyen en ambientes forestales o más ligeramente arbolizados, con excepción del trepatroncos chico (Lepidocolaptes angustirostris) que es frecuente en áreas más abiertas como el cerrado brasileño.

## Taxonomía
De acuerdo a estudios de filogenia molecular con base en datos de ADN mitocondrial de Rodrigues et al (2013), se demostró la existencia de cinco grupos recíprocamente monofiléticos en el complejo L. albolineatus, cada uno correspondiendo a taxones ya nombrados, excepto uno incluyendo aves al sur de los ríos Amazonas/Solimões y oeste del Madeira a quien se describió como la nueva especie Lepidocolaptes fatimalimae. La distancia genética incorrecta, par a par, entre estos clados variaba desde 3.4% (entre duidae, fatimalimae, fuscicapillus, y layardi) a 5.8% (entre layardi y albolineatus). Vocalmente, estos cinco clados/taxones moleculares también probaron ser muy distintos, reforzando el argumento a su tratamiento como especies independientes. La Propuesta N° 620 al Comité de Clasificación de Sudamérica (SACC) aprobada en diciembre de 2013, reconoció la nueva especie L. fatimalimae y elevó al rango de especies plenas a las anteriormente subespecies de albolineatus: L. duidae, L. fuscicapillus y L. layardi. Aparte del IOC y Clements, todas ya han sido listadas por el SACC y por el Comité Brasileño de Registros Ornitológicos (CBRO).
Un amplio análisis posterior de las vocalizaciones del complejo L. albolineatus, concluyó que los estudios de Rodrigues et al. (2013) confundieran al tratar las vocalizaciones de L. layardi que en realidad serían las de la nueva especie L. fatimalimae, y comprobó que las vocalizaciones de L. fuscicapillus y L. layardi son prácticamente iguales. En la Propuesta N° 868 al SACC en julio de 2020, se aprobó el tratamiento de L. layardi como una subespecie de L. fuscicapillus, con las justificativas de vocalización comentadas y dada la ya pequeña distancia genética entre los dos taxones.
La subespecie Lepidocolaptes affinis neglectus, de las montañas de Costa Rica y Panamá, ha sido considerada como especie separada de L. affinis por HBW y BLI, con base en diferencias morfológicas y completamente diferente vocalización. La posible separación ha sido sugerida también con base en análisis moleculares.

## Lista de especies
Según las clasificaciones del Congreso Ornitológico Internacional (IOC) y Clements Checklist/eBird v.2019 agrupa a las siguientes especies, con los respectivos nombres populares de acuerdo con la Sociedad Española de Ornitología (SEO) (excepto cuando referenciados exclusivamente):
| Imagen | Nombre científico                  | Autor                                     | Nombre común                       | EC (*) |
| ------ | ---------------------------------- | ----------------------------------------- | ---------------------------------- | ------ |
|        | Lepidocolaptes souleyetii          | ( Lafresnaye, 1849)                       | trepatroncos cabecirrayado         | LC     |
|        | Lepidocolaptes angustirostris      | (Vieillot, 1818)                          | trepatroncos chico                 | LC     |
|        | Lepidocolaptes leucogaster         | (Swainson, 1827)                          | trepatroncos escarchado            | LC     |
|        | Lepidocolaptes affinis             | (Lafresnaye, 1839)                        | trepatroncos coronipunteado        | LC     |
|        | Lepidocolaptes (affinis) neglectus | (Ridgway, 1909)                           | trepatroncos coronipunteado sureño | LC     |
|        | Lepidocolaptes lacrymiger          | (Lafresnaye, 1849)                        | trepatroncos montano               | LC     |
|        | Lepidocolaptes squamatus           | (Lichtenstein, 1822)                      | trepatroncos escamado              | LC     |
|        | Lepidocolaptes falcinellus         | (Cabanis & Heine, 1859)                   | trepatroncos festoneado            | LC     |
|        | Lepidocolaptes duidae              | Zimmer, JT, 1934                          | trepatroncos del Duida             | LC     |
|        | Lepidocolaptes albolineatus        | (Lafresnaye, 1846)                        | trepatroncos listado               | LC     |
|        | Lepidocolaptes fatimalimae         | Rodrigues, Aleixo, Whittaker & Naka, 2013 | trepatroncos del Inambari          | LC     |
|        | Lepidocolaptes fuscicapillus       | (Pelzeln), 1868                           | trepatroncos cabecipardo           | LC     |

(*) Estado de conservación